# 门孔小双顶虫
门孔小双顶虫（学名：Amphitholonium pylonium）为圆顶虫科小双顶虫属的动物。在中国，分布于南海等海域。